# Mareau-aux-Prés
Mareau-aux-Prés és un municipi francès, situat al departament del Loiret i a la regió de Centre – Vall del Loira. L'any 2007 tenia 1.237 habitants.

## Demografia

### Població
El 2007 la població de fet de Mareau-aux-Prés era de 1.237 persones. Hi havia 501 famílies, de les quals 109 eren unipersonals (47 homes vivint sols i 62 dones vivint soles), 171 parelles sense fills, 186 parelles amb fills i 35 famílies monoparentals amb fills.
La població ha evolucionat segons el següent gràfic:
Habitants censats

### Habitatges
El 2007 hi havia 550 habitatges, 495 eren l'habitatge principal de la família, 27 eren segones residències i 29 estaven desocupats. 526 eren cases i 17 eren apartaments. Dels 495 habitatges principals, 387 estaven ocupats pels seus propietaris, 98 estaven llogats i ocupats pels llogaters i 10 estaven cedits a títol gratuït; 7 tenien una cambra, 29 en tenien dues, 73 en tenien tres, 132 en tenien quatre i 254 en tenien cinc o més. 400 habitatges disposaven pel capbaix d'una plaça de pàrquing. A 183 habitatges hi havia un automòbil i a 285 n'hi havia dos o més.

### Piràmide de població
La piràmide de població per edats i sexe el 2009 era:
| Homes | Edats   | Dones |
| ----- | ------- | ----- |
| 4     | 95 o +  | 1     |
| 5     | 90 a 94 | 9     |
| 2     | 85 a 89 | 3     |
| 7     | 80 a 84 | 15    |
| 23    | 75 a 79 | 25    |
| 20    | 70 a 74 | 16    |
| 22    | 65 a 69 | 30    |
| 33    | 60 a 64 | 25    |
| 30    | 55 a 59 | 20    |
| 46    | 50 a 54 | 49    |
| 47    | 45 a 49 | 52    |
| 38    | 40 a 44 | 32    |
| 46    | 35 a 39 | 46    |
| 22    | 30 a 34 | 21    |
| 33    | 25 a 29 | 41    |
| 20    | 20 a 24 | 16    |
| 29    | 15 a 19 | 37    |
| 34    | 10 a 14 | 51    |
| 37    | 5 a 9   | 35    |
| 31    | 0 a 4   | 15    |

## Economia
El 2007 la població en edat de treballar era de 790 persones, 617 eren actives i 173 eren inactives. De les 617 persones actives 577 estaven ocupades (299 homes i 278 dones) i 39 estaven aturades (20 homes i 19 dones). De les 173 persones inactives 74 estaven jubilades, 64 estaven estudiant i 35 estaven classificades com a «altres inactius».

### Ingressos
El 2009 a Mareau-aux-Prés hi havia 500 unitats fiscals que integraven 1.303 persones, la mediana anual d'ingressos fiscals per persona era de 20.967 €.

### Activitats econòmiques
Dels 42 establiments que hi havia el 2007, 1 era d'una empresa extractiva, 3 d'empreses alimentàries, 3 d'empreses de fabricació d'altres productes industrials, 12 d'empreses de construcció, 7 d'empreses de comerç i reparació d'automòbils, 2 d'empreses d'hostatgeria i restauració, 1 d'una empresa d'informació i comunicació, 2 d'empreses immobiliàries, 7 d'empreses de serveis i 4 d'empreses classificades com a «altres activitats de serveis».
Dels 15 establiments de servei als particulars que hi havia el 2009, 1 era un taller de reparació d'automòbils i de material agrícola, 2 paletes, 4 guixaires pintors, 2 fusteries, 1 lampisteria, 1 electricista, 1 empresa de construcció, 1 perruqueria, 1 restaurant i 1 saló de bellesa.
Dels 2 establiments comercials que hi havia el 2009, 1 era una botiga de menys de 120 m² i 1 una fleca.
L'any 2000 a Mareau-aux-Prés hi havia 41 explotacions agrícoles que ocupaven un total de 735 hectàrees.

## Equipaments sanitaris i escolars
El 2009 hi havia una escola elemental.

## Poblacions més properes
El següent diagrama mostra les poblacions més properes.